# Privlaka (kanal)
Kanal u uvali Privlaka na Lošinju je umjetni kanal, prokopan da bi se izbjeglo sidrenje u buri izloženim sjevernim lošinjskim uvalama, odnosno da bi se izbjeglo zaobilaženje velikog dijela otoka kada se kanilo s istoka doploviti u Mali Lošinj, bez iskrcavanja robe u Velom Lošinju.
Time se omogućilo uplovljavanje iz Lošinjskog kanala u luku Mali Lošinj sa sjeverne strane.
Ovim kanalom mogu ploviti samo manje brodice i to samo jedna odjednom. 
Dug je 70 m i širok 8 m.